# Yan Bartelemí
Yan Barthelemí Varela (Arroyo Naranjo, Cuba, 5 de marzo de 1980) es un deportista olímpico cubano que compitió en boxeo, en la categoría de peso minimosca y que consiguió la medalla de oro en los Juegos Olímpicos de Atenas 2004.

## Palmarés internacional
| Juegos Olímpicos | Juegos Olímpicos | Juegos Olímpicos | Juegos Olímpicos |
| Año              | Lugar            | Medalla          | Prueba           |
| ---------------- | ---------------- | ---------------- | ---------------- |
| 2004             | Atenas (Grecia)  | Medalla de oro   | Peso minimosca   |